# اکسامید
اکسامید (به انگلیسی: Oxamide) با فرمول شیمیایی C۲H۴N۲O۲ یک ترکیب شیمیایی است. که جرم مولی آن ۸۸٫۰۶۵۴ g/mol می‌باشد. 